# 쩡청
쩡청(중국어 간체자: 曾诚, 정체자: 曾誠, 병음: Zēng Chéng, 한자음: 증성, 1987년 1월 8일~)은 중화인민공화국의 축구 선수이며 포지션은 골키퍼이다. 현재는 중국 슈퍼리그의 상하이 선화 소속으로 뛰고 있다.

## 클럽 경력
2005년 고향 팀을 연고로 한 우한 광구에 입단하였고 그 해 바로 인도네시아의 페르세바야로 임대 이적하여 1시즌 간 주전 골키퍼로 활약하였다.
2008 시즌을 끝으로 우한이 강등되자 허난 젠예로 이적하였다. 허난에서의 첫 시즌인 2009 시즌 주전 골키퍼로 활약하며 팀이 창단 후 처음으로 AFC 챔피언스리그에 출전하는데 기여하였다.
2013년 광저우 헝다로 이적하였고 마르첼로 리피 감독의 지휘 아래 주전 골키퍼로 자리잡았다. 2013 시즌 리그 27경기에 출전하여 13경기를 무실점으로 막아내고 총 16실점만을 허용하는 좋은 활약을 펼쳤고, 팀의 첫 AFC 챔피언스리그 우승에도 공헌하였다. 이후 2021년에 광저우 시절에 임대 생활을 했던 상하이 선화로 이적했다.

## 국가대표팀 경력
2009년 가오훙보 감독의 지휘 아래 중국 대표팀에 첫 발탁되었고 6월 1일 이란과의 친선 경기에서 A매치 데뷔전을 치렀다. 이후 2011년과 2015년 AFC 아시안컵에 출전하였다.